# Jan van Bommel

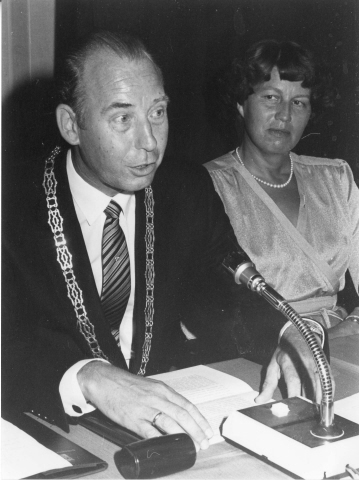
J. van Bommel met echtgenote na installatie als burgemeester van Duiveland (1979)

Jan van Bommel ('s-Gravendeel, 13 maart 1934 – Soesterberg, 6 augustus 2015) was een Nederlands burgemeester van de CHU en later het CDA.
Rond 1951 begon hij zijn loopbaan op de gemeentesecretarie van Maasdam. Daarna was hij werkzaam op de gemeentesecretarie van achtereenvolgens Strijen, Sliedrecht, Puttershoek, Meerkerk/Leerbroek/Nieuwland en uiteindelijk Dordrecht. Bij die laatste bracht hij het tot referendaris A op de afdeling financiën en hij was toen onder andere betrokken bij de stadsvernieuwing. In september 1979 werd Van Bommel benoemd tot burgemeester van Duiveland en in oktober 1986 volgde zijn benoeming tot burgemeester van Kapelle. In januari 1995 ging hij daar vervroegd met pensioen waarna hij met zijn echtgenote verhuisde naar Soesterberg. In 2014 was hij nog steeds maatschappelijk actief als voorzitter van de Stichting Welzijn Ouderen Soest en lid van de Werkgroep Toekomstvisie Soesterberg (WTS). Van Bommel was Ridder in de Orde van Oranje Nassau.
Hij overleed op 81-jarige leeftijd.
- International Standard Name Identifier: 0000 0004 5274 2831
- Nederlandse Thesaurus van Auteursnamen: 395401054
- Virtual International Authority File: 317191563
- WorldCat: E39PBJrcmvmHcbwd9YkMF6pXVC